# Église de l'Exaltation-de-la-Sainte-Croix de Kazan
Pour les articles homonymes, voir Église de l'Exaltation-de-la-Sainte-Croix.
L’église de l’Exaltation-de-la-Sainte-Croix est une église catholique de Kazan, dans le doyenné de Bachkirie-Tatarstan en Russie, dépendant du diocèse de Saratov.

## Histoire
Les catholiques arrivés à Kazan au XVIIIe siècle étaient surtout d’origine allemande. C’est en 1835 qu’est fondée la première paroisse, desservie par des prêtres polonais. Les fidèles se réunissent dans des demeures privées ou des chapelles provisoires. La population catholique, surtout d’origine polonaise, étant en constante augmentation, les permissions de construire une église sont données en 1855, à condition que l’église ne se distingue pas des bâtiments environnants et n’ait pas de caractère architectural catholique marqué. Elle est édifiée dans l'actuelle rue Tolstoï.
L’église est consacrée le 1er novembre 1858 et est vouée à l’Exaltation de la Croix. Il y avait selon le recensement de 1897, 1 591 hommes et 433 femmes de confession catholique à Kazan et dans ses faubourgs. Parmi les fidèles de renom, on retient le linguiste polonais Nicolas Kruszewski, inventeur du concept du phonème, l’orientaliste Joseph Kowalewski, et plusieurs autres professeurs de l’université de Kazan.

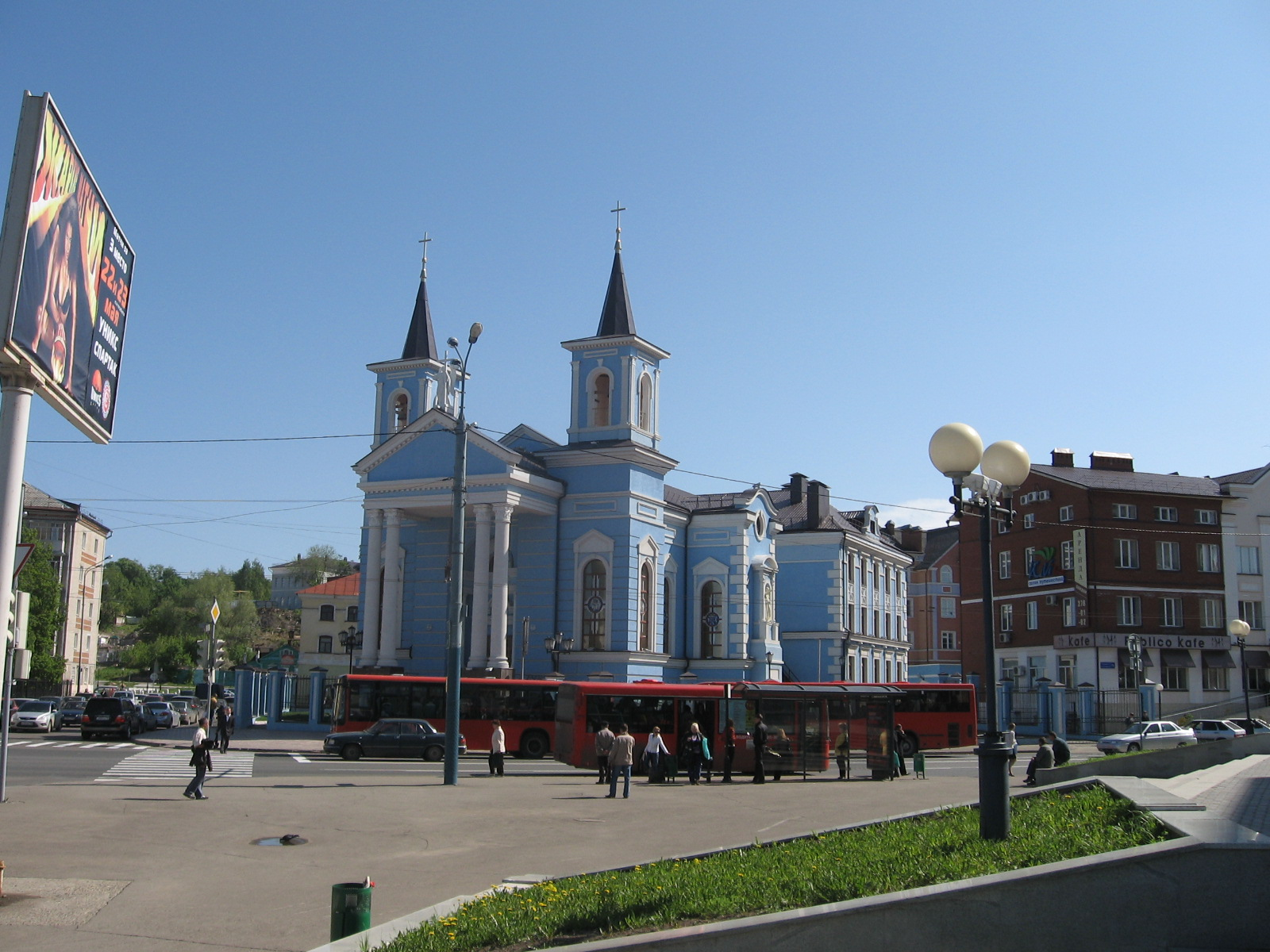
Vue de la nouvelle église

Nicolas II permet avec plus de facilité à partir de 1905, avec une législation plus tolérante, la construction d’églises non-orthodoxes en Russie. Aussi l’église de Kazan est agrandie et embellie. Elle est bénite en 1908 et l’on ouvre une école paroissiale.
La plus grande partie de la décoration intérieure et la plupart des objets liturgiques sont vendus par le pouvoir bolchévique en 1921 et l’église ferme en 1927.
L’église est utilisée depuis comme laboratoire technique pour l’université, avec un immense tube aérodynamique dans la nef.
La paroisse catholique se reconstitue en 1995 et reçoit une ancienne petite chapelle néogothique catholique vouée à la Passion du Seigneur dans le cimetière Arskoïe qu’elle restaure à ses frais. Elle est consacrée à nouveau en 1998 par Mgr Pickel. Le maire de Kazan prend ensuite la décision de donner à la communauté un terrain en centre ville rue Ostrowski pour construire une nouvelle église aux frais de la municipalité. En effet il était impossible de fermer le laboratoire d’aérodynamique dans l’ancienne église qui appartenait désormais à l’Institut d’Aviation de Kazan.
La nouvelle église, construite sur le modèle de la première, a été consacrée le 29 août 2008 et vouée comme la première à l’Exaltation de la Croix. Elle est de style néo-classique, mesure 43,5 m sur 21,8 m, est surmontée d’un fronton à la grecque et possède deux petits clochers de côté.